# 日月气功
“日月气功”，又称“日月神功”、“意识保健功”，由中国河南省许昌市襄城县男子温金路（化名金光道）于1994年创立的一门争议性新兴宗教。
2017年4月8日，河南省公安机关开展代号，公开查处取缔了“日月气功”，对包括温金路在内的26名涉案人员依法予以刑事拘留。

## 历史
日月气功创始人温金路，出生于1945年6月27日，初中文化程度。1994年8月他自创“日月气功”组织。2000年4月，他被判处劳动教养2年。2002年出狱后，他重新恢复“日月气功”组织。
2020年6月15日，温金路等7人因组织、利用邪教组织破坏法律实施罪、强奸罪、诈骗罪被河南省漯河市中级人民法院作出判决。当日，漯河市中级人民法院一审判处温金路有期徒刑19年，剥夺政治权利5年。判决同时认定，“日月气功”为邪教组织。

## 教义
温金路宣称：
|  | 我们要用日月的能量来调整身体，平稳心理，祛除疾病。只有修炼日月气功，才能预测各种灾害，未卜先知。一手托太阳，一手托月亮，聚集日月能量，藉此可为人治病，提高粮食产量，开发儿童智力。 |

还宣称：
|  | 我乃气功大师，我还有“背后的老师”在指引我，我无所不知、无所不能，只有跟着我修炼日月气功，才能避免疾病、灾害和死亡，只有跟着我才能保平安。 |